# Honczary (przystanek kolejowy)
Honczary (biał. Ганчары, ros. Гончары) – przystanek kolejowy w pobliżu miejscowości Honczary, w rejonie lidzkim, w obwodzie grodzieńskim, na Białorusi. Leży na linii Równe – Baranowicze – Wilno.